# 塔布区
塔布区（法語：arrondissement de Tarbes）是法国上比利牛斯省所辖的一个区。总面积1380.4平方公里，总人口143282，人口密度104人/平方公里（2018年）。主要城镇为塔布。

## 辖区
塔布区辖有212个市镇。